# 武藏 (夏朗德省)
武藏（法語：Vouzan，法語發音：[vuzɑ̃]）是法国夏朗德省的一个市镇，属于昂古莱姆区。

## 地理
武藏（45°36'9"N, 0°21'21"E）面积16.27 平方千米，位于法国新阿基坦大区夏朗德省，该省份为法国西部内陆省份，北起德塞夫勒省和维埃纳省，东临上维埃纳省，东南至多尔多涅省，南至多爾多涅省，西接滨海夏朗德省。
与武藏接壤的市镇（或旧市镇、城区）包括：布厄、沙泽勒、格拉萨克、圣日耳曼德蒙布龙、塞尔。

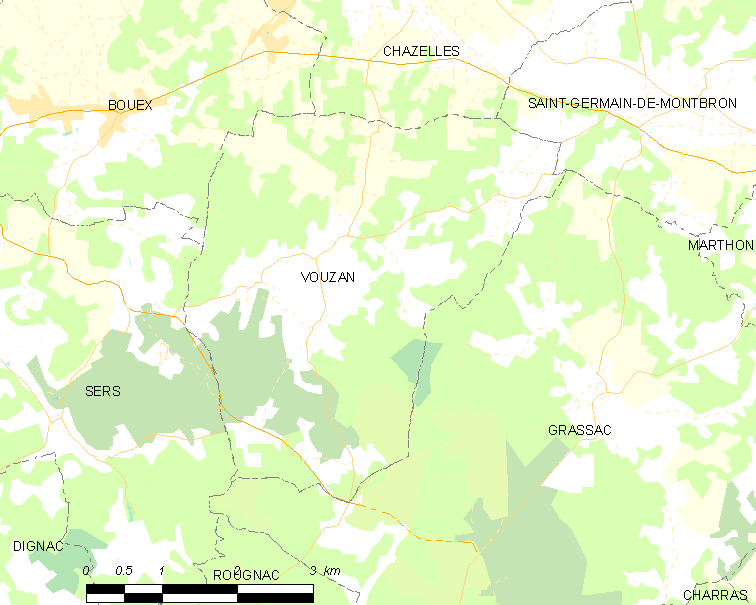
的OSM定位图

武藏的时区为UTC+01:00、UTC+02:00（夏令时）。

## 行政
武藏的邮政编码为16410，INSEE市镇编码为16422。

## 政治
武藏所属的省级选区为博埃姆-埃谢勒县。

## 人口

1962-2008年间人口变化图示

武藏于2022年1月1日时的人口数量为822人。